# Diego Amplatz
Diego Amplatz (30 settembre 1955) è un ex sciatore alpino italiano, vincitore della Coppa Europa nel 1975.Zio di Alessandro Pellegrin

## Biografia
Specialista delle prove tecniche originario di Mezzolombardo, Amplatz in Coppa Europa nella stagione 1974-1975 vinse la classifica generale e si piazzò 2º in quelle di slalom gigante e di slalom speciale; in Coppa del Mondo ottenne due piazzamenti a punti, entrambi nella stagione 1975-1976 in slalom speciale: 5º a Garmisch-Partenkirchen il 5 gennaio e 7º a Wengen l'11 gennaio. Non prese parte a rassegne olimpiche e non ottenne piazzamenti ai Campionati mondiali.
Prozio di Alessandro, Laila e Federico Pellegrin 

## Palmarès

### Coppa del Mondo
- Miglior piazzamento in classifica generale: 38º nel 1976

### Coppa Europa
- Vincitore della Coppa Europa nel 1975[1]

### Campionati italiani
- 1 medaglia[2][3][4][5]:
  - 1 bronzo (slalom gigante nel 1975)